# Corte delle Piacentine
La corte della Piacentine è una corte rurale neoclassica, situata in strada Piacentine 112 a Roncole Verdi, frazione di Busseto in provincia di Parma.

## Storia
L'enorme struttura fu costruita al centro di una tenuta di circa 700 ettari per volere del principe Giovanni Vidoni de Soresina; il progetto fu affidato all'architetto cremonese Luigi Voghera, che previde la realizzazione di tre grandi corti affiancate, circondate da edifici destinati non solo agli usi agricoli e alle abitazioni di un centinaio di lavoratori, ma anche a tutte le altre attività che potessero garantire l'autosufficienza del complesso.
I lavori furono avviati nel 1820, a partire dalla corte centrale; furono realizzate le ali est, nord e parte della ovest e fu inoltre iniziata la costruzione dell'ala sud con monumentale facciata in stile palladiano, ma nel 1834 il cantiere fu interrotto e non fu più ripreso.
Nel 1975 il grande complesso, acquistato da tempo dalla famiglia Bossi Bocchi, fu scelto come location del film Novecento di Bernardo Bertolucci, che vi lavorò per oltre un anno; nel 1979 lo stesso regista tornò nell'edificio per dirigervi alcune scene del film La luna.
Intorno al 2000 la grande corte fu in parte restaurata e una porzione di essa fu destinata, oltre che ad azienda agricola, ad agriturismo.

## Descrizione

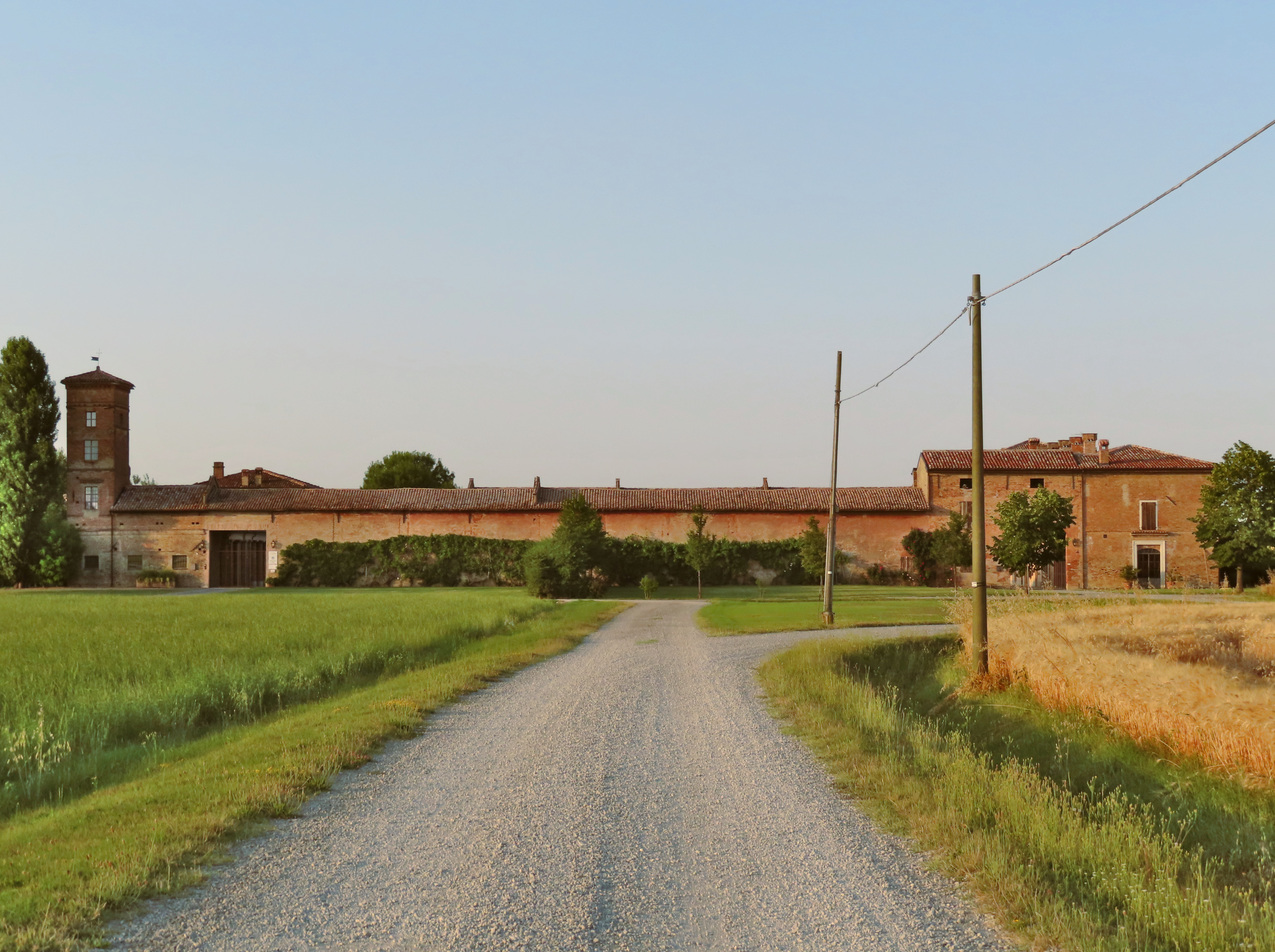
Facciata dell'ala sud

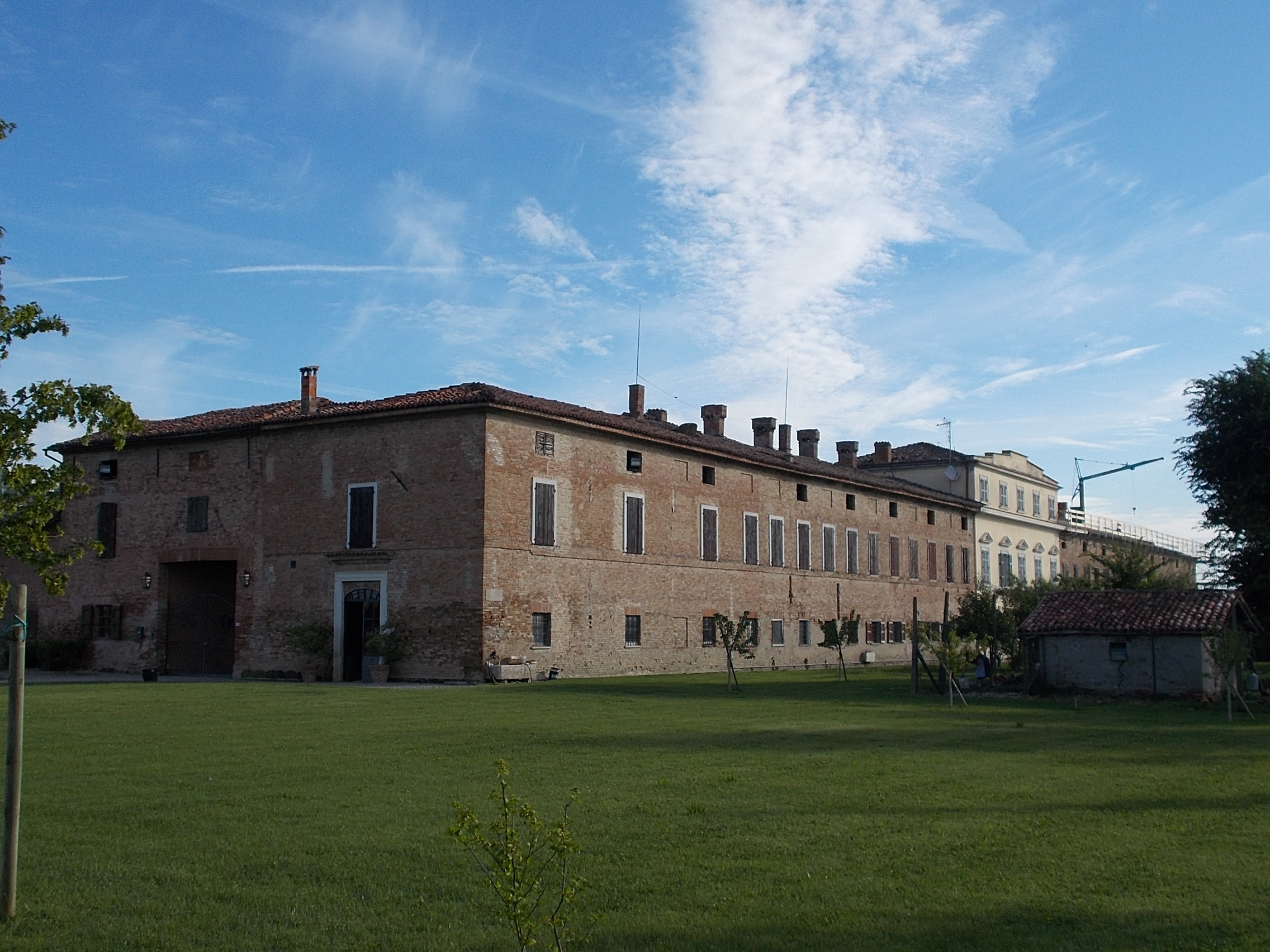
Ala est

La grande corte si sviluppa intorno a una vasta aia centrale, nel mezzo pavimentata in cotto, di forma rettangolare, cinta su tre lati da un porticato.
Esternamente l'ala sud d'ingresso, nelle intenzioni originarie destinata a residenza padronale ma mai completata, è costituita da un lungo edificio ad uso agricolo a un piano; all'estremità sinistra si erge una torre d'angolo, ove sarebbe dovuto sorgere l'oratorio del complesso; le tre finestre decorate con cornici e fasce marcapiano di quella porzione costituiscono l'unico elemento realizzato della monumentale facciata progettata da Luigi Voghera.
All'interno, l'ala sud è caratterizzata dalla presenza di un porticato ad arcate a sesto ribassato rette da pilastri in mattoni, specularmente all'ala nord, ove si trovano le stalle sormontate dai fienili; queste ultime si sviluppano su grandi e luminosi ambienti, coperti da serie di volte a vela rette da colonne con capitelli in pietra del XV secolo, che vi furono traslate dal convento dei Serviti di Soragna, demolito verso il 1818.

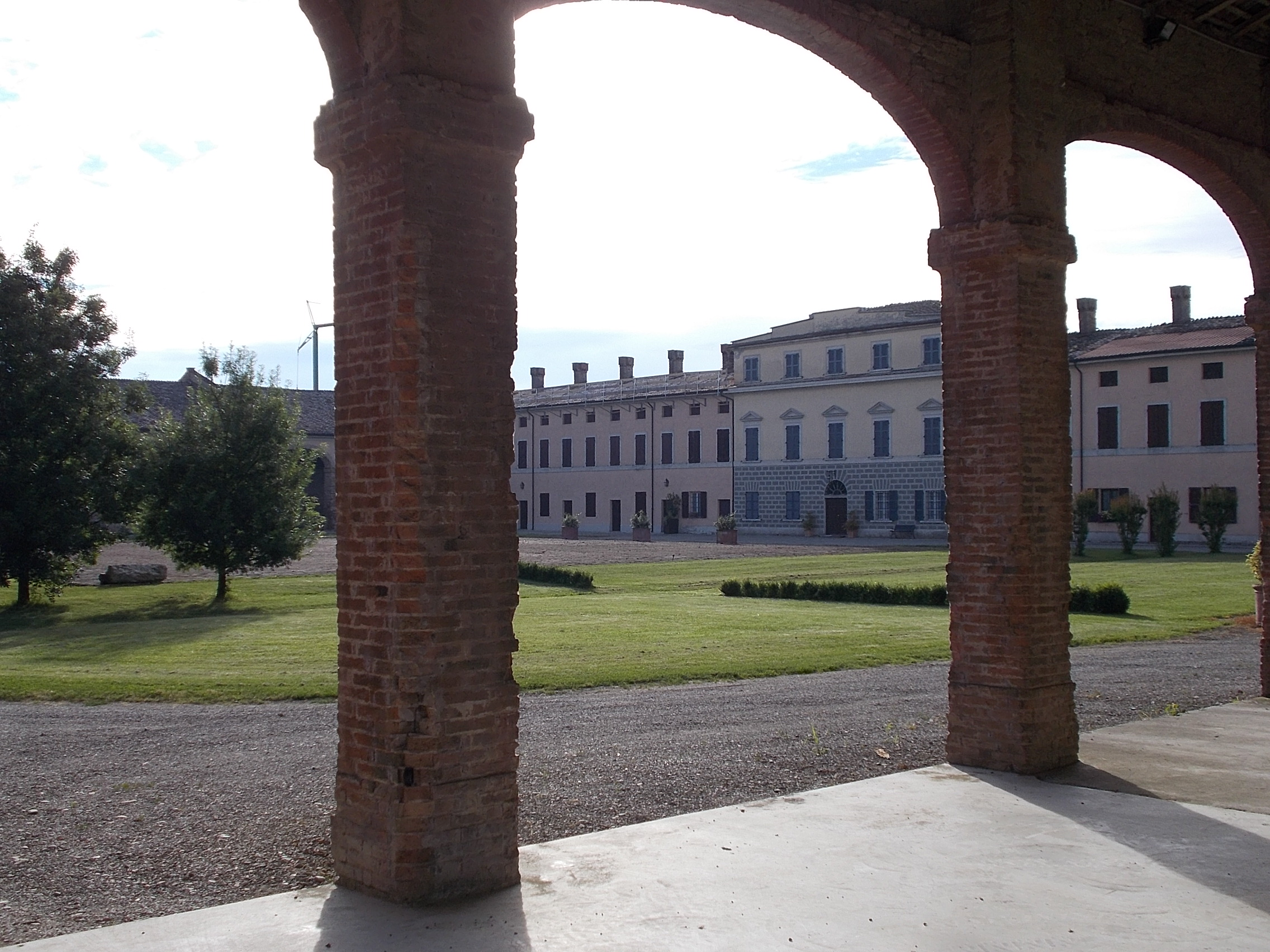
L'ala est della corte vista dal porticato dell'ala sud

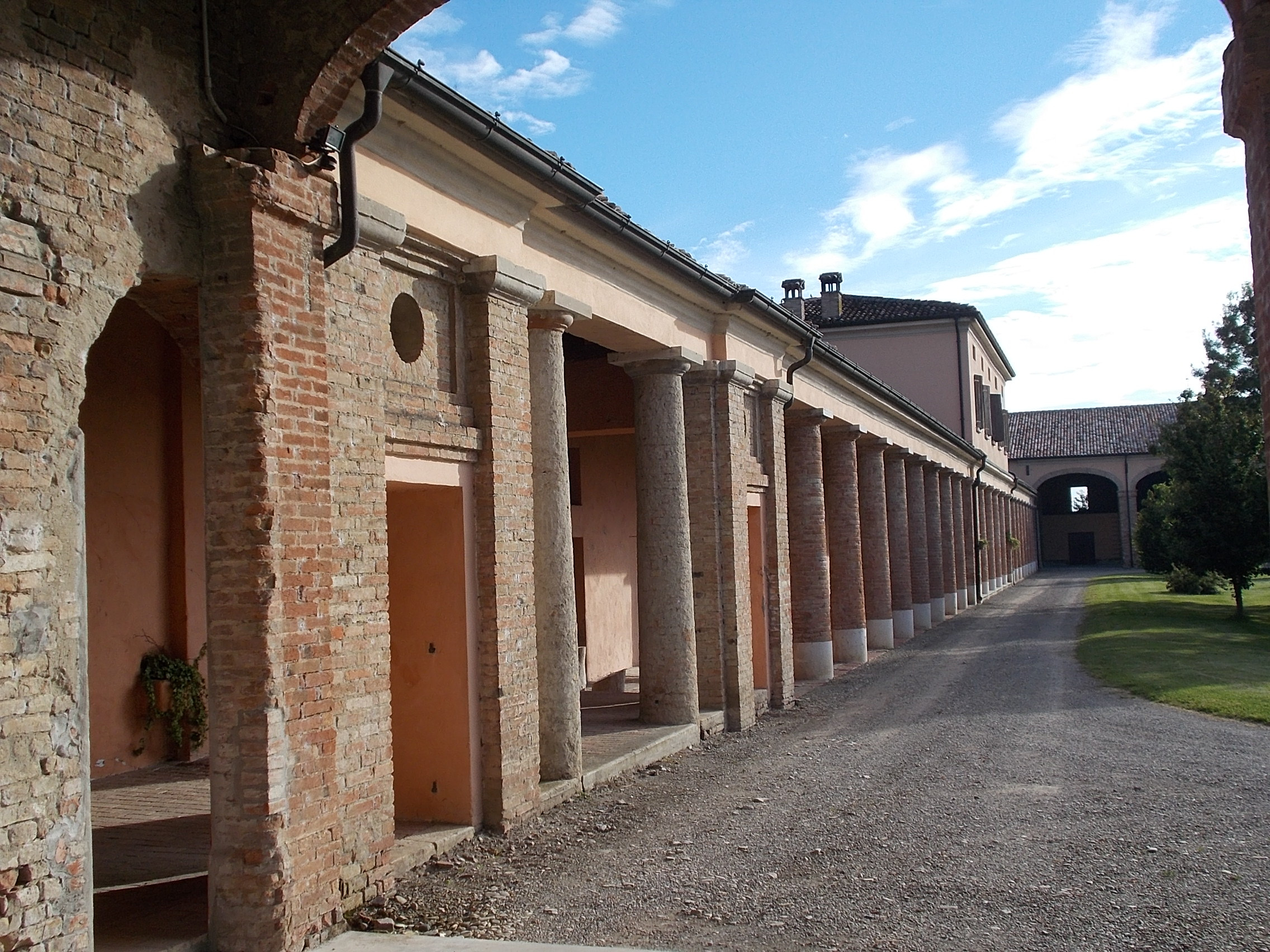
Ala ovest della corte

La simmetrica ala est, completata per prima, è costituita da un corpo centrale di tre piani, destinato ad abitazione del fattore, e da due ali laterali di due piani oltre a sottotetto, adibite a residenze degli altri lavoratori. Sia esternamente che internamente nella porzione di mezzo il livello terreno è rivestito in finto bugnato e presenta un portale d'ingresso centrale ad arco a tutto sesto affiancato da due aperture per parte; al piano superiore le cinque finestre sono inquadrate da cornici e coronate da frontoni triangolari; a coronamento delle due facciate si stagliano dei frontoni a scala. All'interno le lunette dell'atrio sono decorate con dipinti a olio su muro rappresentanti vari paesaggi; le due stanze principali del livello superiore sono ornate sui soffitti con raffigurazioni di scene mitologiche.
L'ala ovest, completata solo nel livello terreno e nella parte centrale, è caratterizzata dalla presenza del lungo porticato retto da colonne in laterizio coronate da capitelli dorici; nel mezzo, di fronte alla palazzina del fattore, la "casa del Caciaio e del Vaccaio" si eleva su due piani fuori terra, oltre a sottotetto. Ai lati erano collocati gli altri ambienti agricoli, tra cui il caseificio, i magazzini per la stagionatura del formaggio, le porcilaie e il forno.